# Stephanostema
Stephanostema là chi thực vật có hoa trong họ Apocynaceae.